# 木材・プラスチック複合材

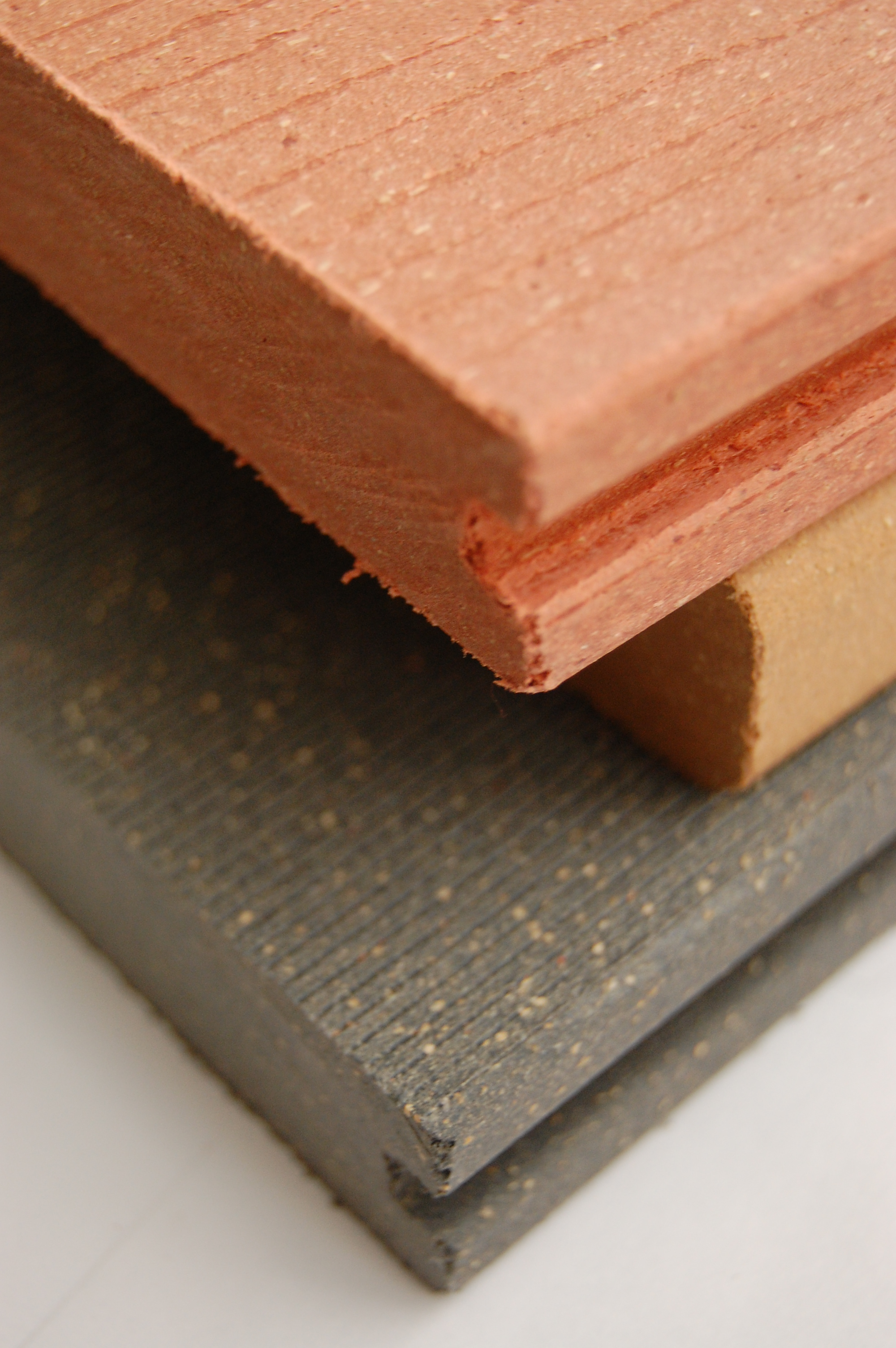
木材・プラスチック複合材

木材・プラスチック複合材（もくざい・プラスチックふくごうざい WPC）は、木とプラスチックを原料とする複合材料。
木粉と熱可塑性プラスチックを原料とする Wood-plastic composites、木材を破砕せず導管にプラスチック樹脂を注入・充填し硬化させた Wood Plastics Combination がある。また、米国では合板を基材とするビニルタイルも WPC と呼ばれることがある。ここでは前者について述べる。

## 概要
スギの間伐材や工場廃材などの木粉と樹脂とを混ぜ合わせて製造した複合材料である。建材、日用品、文具などのプラスチックの代替材料として利用される。
石油化学の発展に伴い、木材とプラスチックの複合化技術の再開発がヨーロッパで始まり、1990年には米国で事業化に成功した。さらに日本では、リサイクル材料（廃棄物として発生した木質原料と産業廃棄されたプラスチック原料）を主原料とする木材・プラスチック再生複合材 (Wood-Plastic Recycled Composite, WPRC) が2000年ころから公共事業などに多く採用されるようになった。
これに伴い、日本では2006年には木材・プラスチック再生複合材の製品規格であるJIS A 5741「木材・プラスチック再生複合材」が制定され、さらに2010年にはその耐久性試験方法の規格であるJIS A 1456「木材・プラスチック再生複合材の耐久性試験方法」が制定されている。
木材・プラスチック複合材には、塩化ビニル系、ポリプロピレン系、ポリエチレン系、ポリ乳酸系がある。